# Refractor
Refractor ist eine Spiel-Engine, die zu Beginn der Battlefield-Spieleserie verwendet wurde. Sie geht auf das Entwicklerstudio Refraction Games zurück, welche im Jahr 2000 von DICE übernommen wurde. Neuartig war die Darstellung von großen Schlachtfeldern mit zahlreichen Spielfiguren und Fahrzeugen. Durch gezielte Reduktion der Details unter anderem der Polygonanzahl der Umgebung und der Texturauflösung konnten bis zu 64 Spieler im Netzwerk mit damaliger Hardware gleichzeitig spielen. Mit Version 2 wurde eine Ragdoll-Engine implementiert. In folgenden Battlefield-Teilen wurde die Frostbite-Engine verwendet.

## Version 1
- Codename Eagle (2000)
- Battlefield 1942 (2002)
- Rallisport Challenge (2002)
- Battlefield Vietnam (2004)

## Version 2
- Battlefield 2 (2005)
- Battlefield 2142 (2006)
- Battlefield Heroes (2009)
- Battlefield Online (2010)
- Battlefield Play4Free (2011)